# Katja Nyberg
Katja Johanna Alice Nyberg (* 24. August 1979 in Stockholm, Schweden) ist eine ehemalige norwegische Handballspielerin. Die 1,83 m große Spielerin spielte im linken Rückraum. In den Jahren 1997, 1998 und 1999 wurde sie in Finnland zur Handballspielerin des Jahres gewählt.

## Persönliches
Sie ist die Tochter von Robert Nyberg, dem ersten im Ausland spielende finnischen Handballprofi. Die in Stockholm geborene Finnin wuchs in Finnland auf und nahm im Januar 2001 die norwegische Staatsbürgerschaft an. Nyberg führte zwischen 2005 und 2010 eine Beziehung mit der norwegischen Handballspielerin Gro Hammerseng-Edin.

## Karriere
Nyberg, ehemalige finnische Juniorenmeisterin im Speerwurf, begann als Zehnjährige bei dem Verein Sparta IF, den ihr Vater trainierte. 1997 wechselte sie zum schwedischen Verein Stockholmspolisens IF, für den sie ein Jahr spielte. Daraufhin wurde sie vom norwegischen Spitzenklub Larvik HK verpflichtet, mit dem sie insgesamt elf Titel gewinnen konnte. Nachdem sie 2005 beim slowenischen Verein Krim Ljubljana gespielt hatte, wechselte sie schon im darauffolgenden Jahr zum dänischen Verein FC Midtjylland Håndbold (damaliger Vereinsname: Ikast-Bording Elite Håndbold). Ab Sommer 2010 ging Nyberg wieder für Larvik HK auf Torejagd. Nach der Saison 2011/12 beendete sie ihre Karriere. Anschließend übernahm sie ein Traineramt im Nachwuchsbereich von Larvik. Ab dem Januar 2019 bis zum Saisonende 2018/19 trainierte sie den norwegischen Erstligisten Gjerpen HK.
Ihr Länderspieldebüt in der norwegischen Nationalmannschaft gab sie am 23. März 2001 gegen Frankreich. Nyberg bestritt 99 Länderspiele, in denen sie 321 Tore warf. Die größten Erfolge waren der Gewinn der Europameisterschaften 2004 und 2006, die die Goldmedaille bei den Olympischen Spielen 2008, sowie die Wahl zur wertvollsten Spielerin bei der WM 2007.

## Erfolge

### Sparta IF
- Achtfache finnische Meisterin[13]

### Stockholmspolisen IF
- Schwedische Meisterin 1998

### Larvik HK
- Norwegische Meisterin 2000, 2001, 2002, 2003, 2004, 2005, 2011 und 2012
- Norwegische Pokalsiegerin 2000, 2003 und 2004
- EHF Champions League 2011
- Europapokal der Pokalsieger 2005

### Krim Ljubljana
- Champions League Finalistin 2006

### Nationalmannschaft
- Vizeeuropameisterin 2002
- Europameisterin 2004 und 2006
- Vizeweltmeisterin 2007
- Olympiasiegerin 2008

## Sonstiges
- Die auf ihren rechten Unterarm tätowierten chinesischen Schriftzeichen bedeuten „Handball“.
- Auf ihrem linken Unterarm hat sie den Namen ihres Hundes tätowiert, Pontus.